# Населення Ірану
Населення Ірану. Чисельність населення країни 2015 року становила 81,824 млн осіб (17-те місце у світі). Чисельність іранців стабільно збільшується, народжуваність 2015 року становила 17,99 ‰ (105-те місце у світі), смертність — 5,94 ‰ (168-ме місце у світі), природний приріст — 1,2 % (101-ше місце у світі) . 

## Історія
В історичній ретроспективі Іран володів величезними людськими ресурсами, перська армія завжди була однією з найчисельніших в стародавньому світі за часів античності (від 200 тис. до 1 млн), навіть у період роздробленості і епідемії чуми II століття нашої ери, що забрала незліченні життя, римські легіони не могли забезпечити значної переваги над менш войовничими персами. Пізніше, коли Європа опинилася під загрозою військової гегемонії Османської імперії, Персія знаходила в собі сили наносити поразки Китаю, тюркським ханам Середньої Азії і Османської імперії. У Середні віки населення Персії перевершувало населення будь-якої європейського королівства, або навіть Священної Римської імперії.
У 1950―1990-х роках країна переживала демографічний вибух. З 1979 року населення подвоїлося і 2006 року сягнуло 70,49 млн осіб. Однак у 1990-х роках народжуваність помітно знизилася і тепер опустилася нижче простого відтворення поколінь, сумарний коефіцієнт народжуваності — 1,87 (для звичайного відтворення необхідно 2,15).

## Природний рух

### Відтворення
Народжуваність у Ірані, станом на 2015 рік, дорівнює 17,99 ‰ (105-те місце у світі). Коефіцієнт потенційної народжуваності 2015 року становив 1,83 дитини на одну жінку (148-ме місце у світі). Рівень застосування контрацепції 77,4 % (станом на 2011 рік).
Смертність у Ірані 2015 року становила 5,94 ‰ (168-ме місце у світі).
Природний приріст населення в країні 2015 року становив 1,2 % (101-ше місце у світі).
Незважаючи на досить молодий вік чверті іранців, а також, на те, що зростання населення Ірану становить 12 ‰, останнім часом вчені фіксують стрімкий спад народжуваності в країні. У зв'язку з чим уряд Ірану переглядає свою сімейну політику в бік підвищення народжуваності. Раніше в країні проводилася демографічна політика «Одна дитина — добре, дві — достатньо».
|      | Чисельність населення (тис.) | Кількість народжень | Кількість смертей | Збільшення населення | Народжуваність (‰) | Смертність (‰) | Природний приріст (‰) | Сумарний коефіцієнт народжуваності (‰) |
| ---- | ---------------------------- | ------------------- | ----------------- | -------------------- | ------------------ | -------------- | --------------------- | -------------------------------------- |
| 1999 | 62738                        | 1177557             | 374838            | 802719               | 18,8               | 6,0            | 12,8                  |                                        |
| 2000 | 63658                        | 1095165             | 382674            | 712491               | 17,2               | 6,0            | 11,2                  |                                        |
| 2001 | 64592                        | 1110836             | 421525            | 689311               | 17,2               | 6,5            | 10,7                  |                                        |
| 2002 | 65540                        | 1122104             | 337237            | 784867               | 17,1               | 5,1            | 12,0                  |                                        |
| 2003 | 66480                        | 1171573             | 368518            | 803055               | 17,6               | 5,5            | 12,1                  |                                        |
| 2004 | 67477                        | 1154368             | 355213            | 799155               | 17,1               | 5,3            | 11,8                  |                                        |
| 2005 | 68467                        | 1239408             | 363723            | 875685               | 18,1               | 5,3            | 12,8                  |                                        |
| 2006 | 70496                        | 1253912             | 408566            | 845346               | 17,8               | 5,8            | 12,0                  | 1,60                                   |
| 2007 | 71532                        | 1286716             | 412736            | 873980               | 18,0               | 5,8            | 12,2                  |                                        |
| 2008 | 72584                        | 1300166             | 417798            | 882368               | 17,9               | 5,8            | 12,2                  |                                        |
| 2009 | 73651                        | 1348546             | 393514            | 955032               | 18,3               | 5,3            | 13,0                  |                                        |
| 2010 | 74733                        | 1363542             | 441042            | 922500               | 18,3               | 5,9            | 12,4                  |                                        |
| 2011 | 75149                        | 1382 229            | 422133            | 960096               | 18,3               | 5,6            | 12,7                  | 1,30                                   |

### Вікова структура

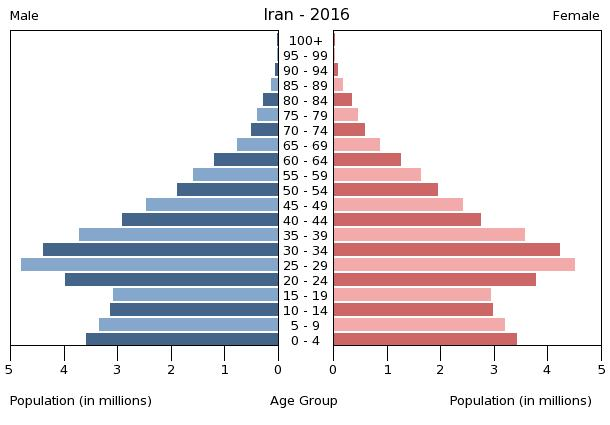
Віково-статева піраміда населення Ірану, 2016 рік

Середній вік населення Ірану становить 29,4 року (123-тє місце у світі): для чоловіків — 29,1, для жінок — 29,7 року. Очікувана середня тривалість життя 2015 року становила 71,15 року (149-те місце у світі), для чоловіків — 69,56 року, для жінок — 72,82 року. Чверть іранців — до 15 років, що робить Іран однією з наймолодших країн світу.
Вікова структура населення Ірану, станом на 2015 рік, виглядає таким чином:
- діти віком до 14 років — 23,69 % (9 937 715 чоловіків, 9 449 716 жінок);
- молодь віком 15—24 роки — 17,58 % (7 386 826 чоловіків, 6 998 188 жінок);
- дорослі віком 25—54 роки — 46,87 % (19 534 794 чоловіки, 18 817 480 жінок);
- особи передпохилого віку (55—64 роки) — 6,58 % (2 650 049 чоловіків, 2 731 997 жінок);
- особи похилого віку (65 років і старіші) — 5,28 % (1 990 961 чоловік, 2 326 544 жінки)[1].

Остан (регіон) Ірану з наймолодшим населенням — Систан і Белуджистан, в ньому 37,6 % населення молодше 14 років. Найбільша частка населення похилого віку (за 65 років) у Гілані — 8,1 %.

### Шлюбність— розлучуваність
Коефіцієнт шлюбності, тобто кількість шлюбів на 1 тис. осіб за календарний рік, дорівнює 9,2; коефіцієнт розлучуваності — 2; індекс розлучуваності, тобто відношення шлюбів до розлучень за календарний рік — 22 (2014). Середній вік, коли чоловіки беруть перший шлюб, дорівнює 27,4 року, жінки — 22,1 року, загалом — 24,8 року (дані за 2014 рік).

## Розселення

Розміщення населення по провінціях

Густота населення країни 2015 року становила 48,6 особи/км² (161-ше місце у світі).

### Урбанізація
Іран високоурбанізована країна. Рівень урбанізованості становить 73,4 % населення країни (станом на 2015 рік), темпи зростання частки міського населення — 2,07 % (оцінка тренду за 2010—2015 роки).
Головні міста держави: Тегеран (столиця) — 8,432 млн осіб, Мешхед — 3,014 млн осіб, Ісфахан — 1,88 млн осіб, Кередж — 1,807 млн осіб, Шираз — 1,661 млн осіб, Тебриз — 1,572 млн осіб (дані за 2015 рік).

### Міграції
Річний рівень еміграції 2015 року становив 0,07 ‰ (114-те місце у світі). Цей показник не враховує різниці між законними і незаконними мігрантами, між біженцями, трудовими мігрантами та іншими.

#### Біженці й вимушені переселенці
Станом на 2015 рік, у країні постійно перебуває від 2,5 до 3,0 млн біженців з Афганістану (офіційно зареєстровано лише 1 млн), 28,27 тис. з Іраку.
Іран є членом Міжнародної організації з міграції (IOM).
За даними офіційного перепису населення 2011 року в Ірані проживали громадяни інших держав:
1. Афганістану — 1,45 млн осіб;
2. Іраку — 51,5 тис. осіб;
3. Пакистану — 17,7 тис. осіб;
4. Туреччини — 1,6 тис. осіб;
5. з інших країн — 164,8 тис. осіб.

## Расово-етнічний склад
| Етнічний склад (2015 рік) | Етнічний склад (2015 рік) | Етнічний склад (2015 рік) | Етнічний склад (2015 рік) | Етнічний склад (2015 рік) |
| ------------------------- | ------------------------- | ------------------------- | ------------------------- | ------------------------- |
| Етнос:                    |                           |                           | Відсоток:                 |                           |
| перси                     | перси                     |                           | 61%                       | 61%                       |
| азербайджанці             | азербайджанці             |                           | 16%                       | 16%                       |
| курди                     | курди                     |                           | 10%                       | 10%                       |
| луристанці                | луристанці                |                           | 6%                        | 6%                        |
| белуджі                   | белуджі                   |                           | 2%                        | 2%                        |
| араби                     | араби                     |                           | 2%                        | 2%                        |
| туркмени                  | туркмени                  |                           | 2%                        | 2%                        |

Іран має досить строкатий етнічний склад населення. Головні етноси країни: перси, азербайджанці, курди, араби, луристанці, белуджі, туркмени та нечисленні тюркомовні народності.
Більшість населення Ірану — етнічні перси (За різними оцінками, від 36 % до 61 %). Перси проживають на території всього Ірану, говорять мовою фарсі. Їхня історична батьківщина — провінція Парс.
Друга за чисельністю етнічна група — азербайджанці (за різними оцінками, від 16 % до 40 %), проживають головним чином на північному заході країни, в так званому Іранському Азербайджані (Західний Азербайджан, Східний Азербайджан, Зенджан, Казвін, Хамадан, Ардебіль). Азербайджанці є єдиною великою національною меншиною, що не належить до іранської мовної сім'ї, розмовляють азербайджанською. Деякі етнографи схильні поділяти північну і південну частину азербайджанського етносу, оскільки іранські азербайджанці зазнали набагато більш серйозного впливу іраномовних народів, ніж ті які проживають у Республіці Азербайджан.
Курди становлять приблизно 5—10 % населення Ірану Вони проживають на заході країни: Курдистан, Західний Азербайджан, Керманшах.
На півночі Ірану, вздовж берегів Каспійського моря проживають талиші, гілянці й мазендеранці (близько 7 %).
На північному сході представлені туркмени (більшість в остані Ґолестан), невеликими групами проживають тюркські племена (караї, карагозлу, таймурташ) і етнічні групи чараймаків.
Белуджі займають південно-східну частину країни (остан Систан і Белуджистан). Окремі їх групи проживають в Хорасані і Кермані і західному Мекрану.
На південному заході проживають луристанці й бахтіари.
Араби також населяють південно-західну частину країни, в основному провінцію Хузестан, а також розселені на узбережжі Перської затоки.

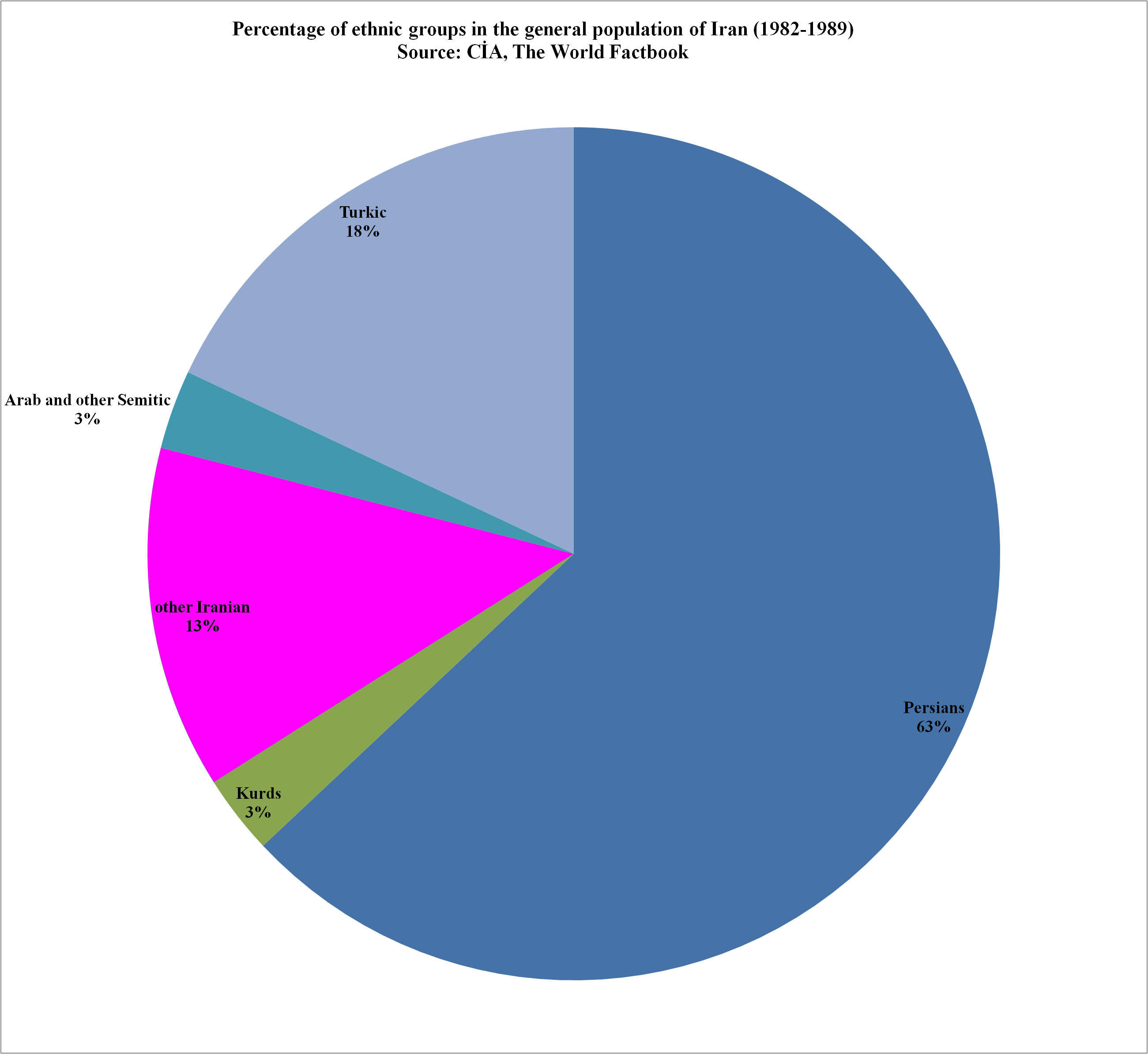
Етнічний склад населення Ірану в 1982―1989 роках
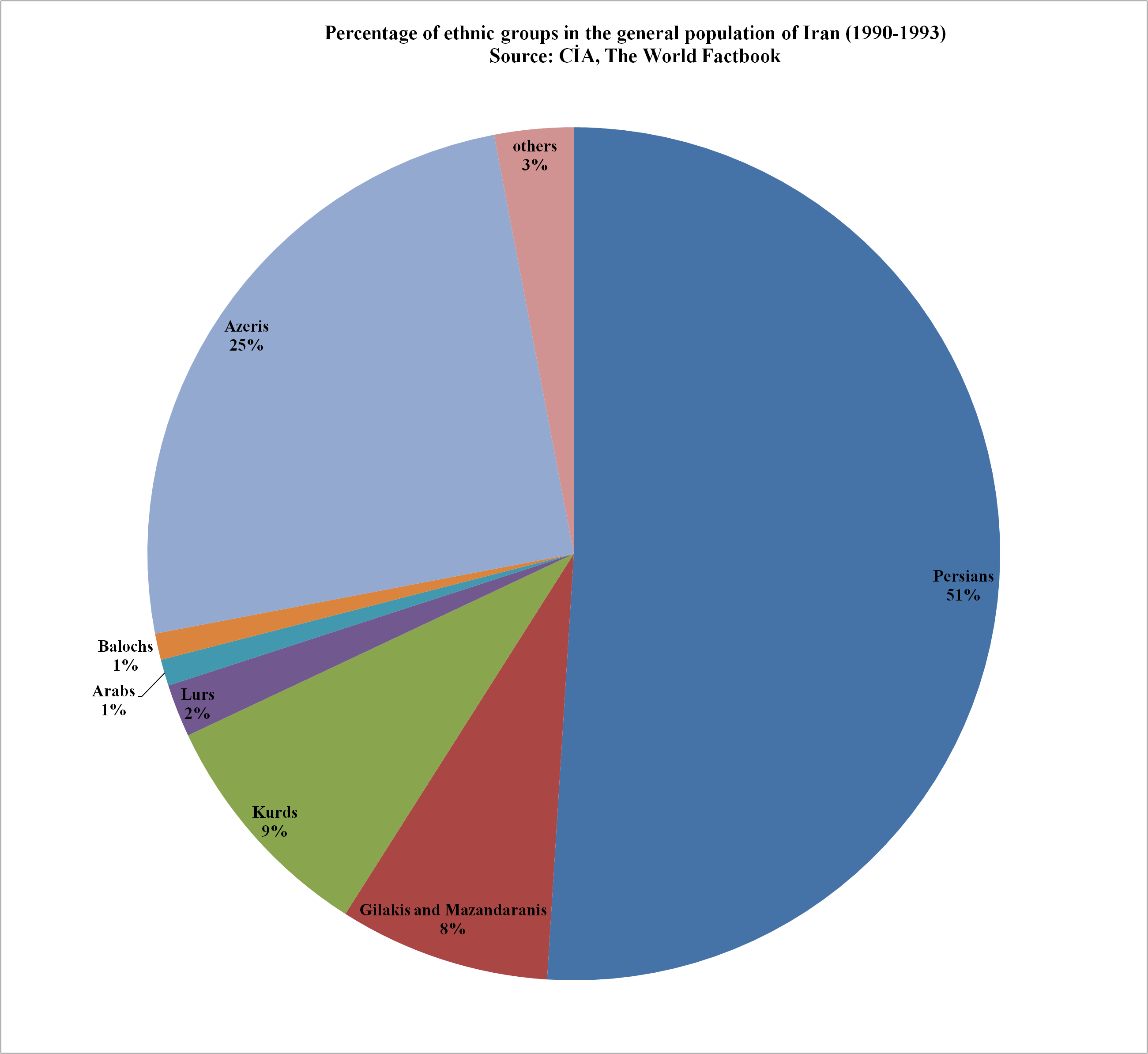
Етнічний склад населення Ірану в 1990―1993 роках
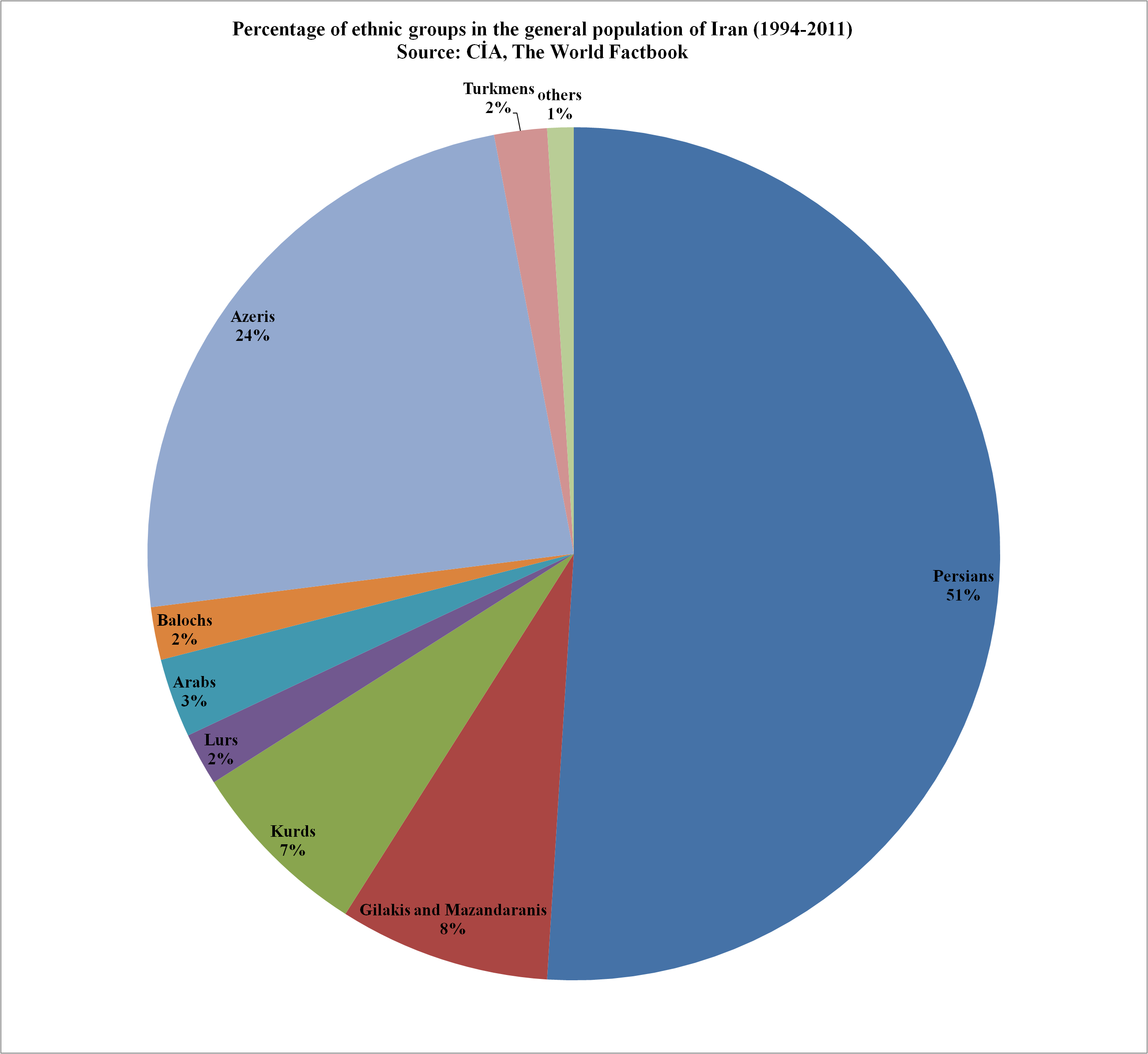
Етнічний склад населення Ірану в 1994―2011 роках
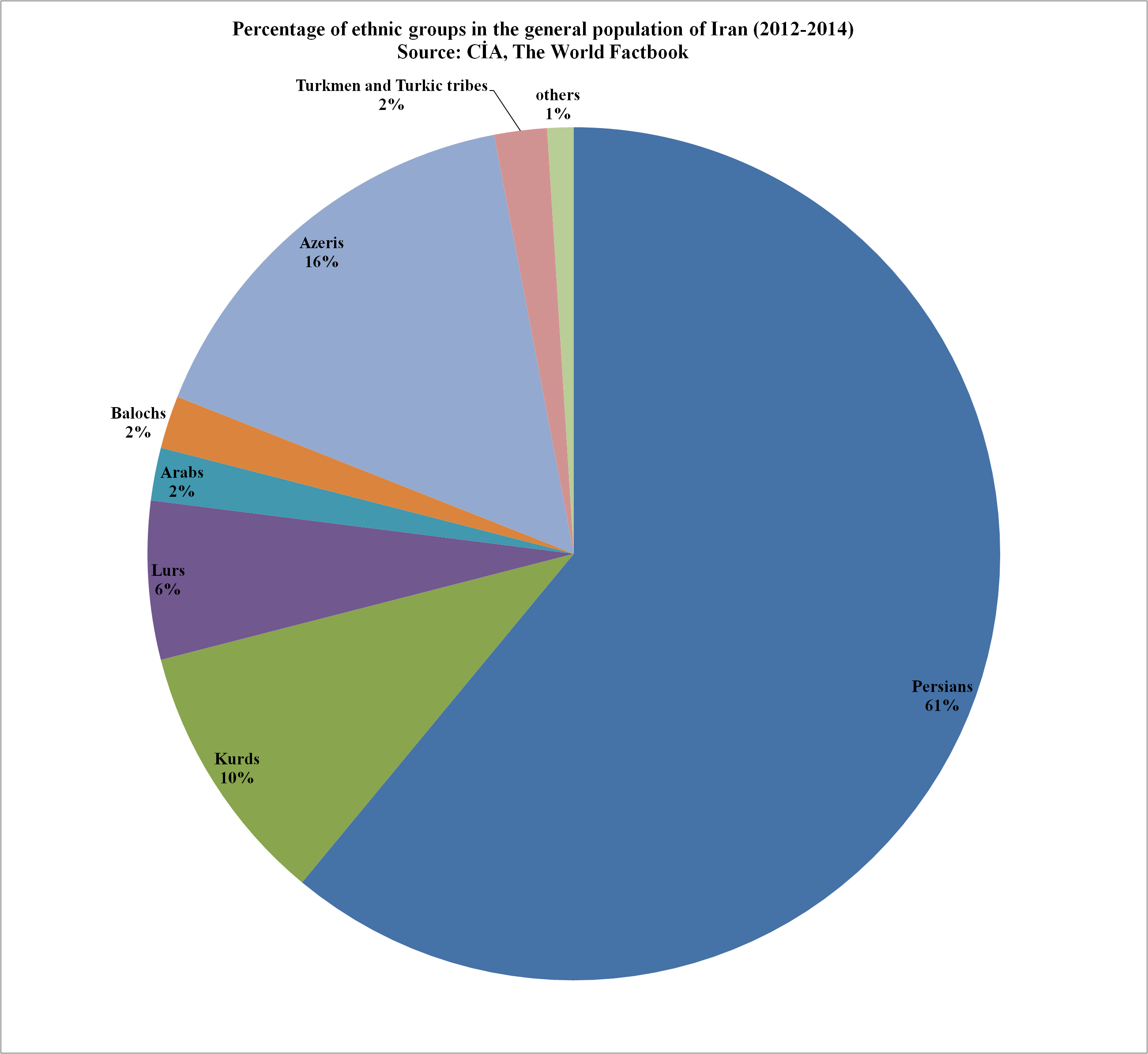
Етнічний склад населення Ірану в 2012―2014 роках

## Мови
| Мови Ірану (2015 рік) | Мови Ірану (2015 рік) | Мови Ірану (2015 рік) | Мови Ірану (2015 рік) | Мови Ірану (2015 рік) |
| --------------------- | --------------------- | --------------------- | --------------------- | --------------------- |
| Мова:                 |                       |                       | Відсоток:             |                       |
| перська               | перська               |                       | %                     | %                     |
| азербайджанська       | азербайджанська       |                       | %                     | %                     |
| турецька              | турецька              |                       | %                     | %                     |
| курдська              | курдська              |                       | %                     | %                     |
| ґілянська             | ґілянська             |                       | %                     | %                     |
| мазандеранська        | мазандеранська        |                       | %                     | %                     |
| лурська               | лурська               |                       | %                     | %                     |
| белуджійська          | белуджійська          |                       | %                     | %                     |
| арабська              | арабська              |                       | %                     | %                     |

Офіційна мова: перська (фарсі). Інші поширені мови: азербайджанська, турецька та її діалекти, курдська, ґілянська, мазандеранська, лурська, белуджійська, арабська, інші мови.

## Релігії
| Релігії в Ірані (2015 рік) | Релігії в Ірані (2015 рік) | Релігії в Ірані (2015 рік) | Релігії в Ірані (2015 рік) | Релігії в Ірані (2015 рік) |
| -------------------------- | -------------------------- | -------------------------- | -------------------------- | -------------------------- |
| Віросповідання:            |                            |                            | Відсоток:                  |                            |
| мусульмани                 | мусульмани                 |                            | 99.4%                      | 99.4%                      |
| інші                       | інші                       |                            | 0.3%                       | 0.3%                       |
| агностики                  | агностики                  |                            | 0.4%                       | 0.4%                       |

Головні релігії й вірування, які сповідує, і конфесії та церковні організації, до яких відносить себе населення країни: іслам (державна релігія) — 99,4 % (шиїти становлять 90―95 % віруючих, суніти — 5―10 %), інші (зороастризм, юдаїзм,християнство) — 0,3 %, не визначились — 0,4 % (станом на 2011 рік).
| Релігія      | перепис 1956 | перепис 1956 | перепис 1966 | перепис 1966 | перепис 1976 | перепис 1976 | перепис 2006 | перепис 2006 | перепис 2011 | перепис 2011 |
| Релігія      | Чисельність  | %            | Чисельність  | %            | Чисельність  | %            | Чисельність  | %            | Чисельність  | %            |
| ------------ | ------------ | ------------ | ------------ | ------------ | ------------ | ------------ | ------------ | ------------ | ------------ | ------------ |
| Мусульмани   | 18654127     | 98,4         | 24771922     | 98,8         | 33396908     | 99,1         | 70097741     | 99,4         | 74682938     | 99,4         |
| Християни    | 114528       | 0,6          | 149427       | 0,6          | 168593       | 0,5          | 109415       | 0,2          | 117704       | 0,2          |
| Зороастрійці | 15723        | 0,1          | 19816        | 0,1          | 21400        | 0,1          | 19823        | 0,0          | 25271        | 0,0          |
| Юдеї         | 65232        | 0,3          | 60683        | 0,2          | 62258        | 0,2          | 9252         | 0,0          | 8756         | 0,0          |
| Інші         | 59256        | 0,3          | 77075        | 0,3          |              |              | 54234        | 0,1          | 49101        | 0,1          |
| Не вказано   | 45838        | 0,2          |              |              | 59583        | 0,2          | 205317       | 0,3          | 265899       | 0,4          |

## Освіта
Рівень письменності 2015 року становив 86,8 % дорослого населення (віком від 15 років): 91,2 % — серед чоловіків, 82,5 % — серед жінок.
Державні витрати на освіту становлять 3 % ВВП країни, станом на 2014 рік (119-те місце у світі). Середня тривалість освіти становить 15 років, для хлопців — до 15 років, для дівчат — до 15 років (станом на 2014 рік).

### Вища
2011 року в Ірані проживало 10,5 млн осіб з вищою освітою, з них 5,47 млн чоловіків і 5,023 млн жінок, в цілому близько 18,3% населення країни. Для порівняння, 1976 року вищу освіту мало приблизно 3% іранців (310,6 тис. чоловіків і 122,75 тис. жінок).
| Напрямок                                          | Загальна кількість | Відсоток |
| ------------------------------------------------- | ------------------ | -------- |
| Громадські науки, підприємництво та юриспруденція | 3003229            | 28,6 %   |
| Інженерія, виробництво і промисловість            | 2941464            | 28 %     |
| Гуманітарні науки і мистецтво                     | 1472760            | 14 %     |
| Точні науки, математика та інформатика            | 946725             | 9 %      |
| Педагогіка                                        | 584413             | 5,6 %    |
| Медицина                                          | 531848             | 5,1 %    |
| Сільське господарство і ветеринарія               | 373398             | 3,6 %    |
| Не вказано                                        | 353564             | 3,4 %    |
| Сфера послуг                                      | 291283             | 2,8 %    |
| Всього                                            | 10498675           | 100 %    |

## Охорона здоров'я
Забезпеченість лікарями в країні на рівні 0,89 лікаря на 1000 мешканців (станом на 2005 рік). Забезпеченість лікарняними ліжками в стаціонарах — 0,1 ліжка на 1000 мешканців (станом на 2012 рік). Загальні витрати на охорону здоров'я 2014 року становили 6,9 % ВВП країни (86-те місце у світі).
Смертність немовлят до 1 року, станом на 2015 рік, становила 38,04 ‰ (54-те місце у світі); хлопчиків — 38,58 ‰, дівчаток — 37,48 ‰. Рівень материнської смертності 2015 року становив 25 випадків на 100 тис. народжень (137-ме місце у світі).
Іран входить до складу ряду міжнародних організацій: Міжнародного руху (ICRM) і Міжнародної федерації товариств Червоного Хреста і Червоного Півмісяця (IFRCS), Дитячого фонду ООН (UNISEF), Всесвітньої організації охорони здоров'я (WHO).

### Захворювання
Потенційний рівень зараження інфекційними хворобами в країні середній. Найпоширеніші інфекційні захворювання: діарея, Крим-Конго геморагічна гарячка (станом на 2016 рік).
2014 року було зареєстровано 74,4 тис. хворих на СНІД (50-те місце у світі), це 0,14 % населення в репродуктивному віці 15—49 років (108-ме місце у світі). Смертність 2014 року від цієї хвороби становила 4,1 тис. осіб (36-те місце у світі).
Частка дорослого населення з високим індексом маси тіла 2014 року становила 24,9 % (99-те місце у світі).

### Санітарія
Доступ до облаштованих джерел питної води 2015 року мало 97,7 % населення в містах і 92,1 % в сільській місцевості; загалом 96,2 % населення країни. Відсоток забезпеченості населення доступом до облаштованого водовідведення (каналізація, септик): в містах — 92,8 %, в сільській місцевості — 82,3 %, загалом по країні — 90 % (станом на 2015 рік). Споживання прісної води, станом на 2004 рік, дорівнює 93,3 км³ на рік, або 1,306 тонни на одного мешканця на рік: з яких 7 % — на промислові, 1 % — на промислові, 92 % — на сільськогосподарські потреби.

## Соціально-економічне становище
Співвідношення осіб, що в економічному плані залежать від інших, до осіб працездатного віку (15—64 роки) загалом становить 40,2 % (станом на 2015 рік): частка дітей — 33,1 %; частка осіб похилого віку — 7,1 %, або 14,1 потенційно працездатного на 1 пенсіонера. Загалом ці показники характеризують рівень потреби державної допомоги в секторах освіти, охорони здоров'я та пенсійного забезпечення, відповідно. За межею бідності 2007 року перебувало 18,7 % населення країни. Розподіл доходів домогосподарств у країні виглядає таким чином: нижній дециль — 2,6 %, верхній дециль — 29,6 % (станом на 2005 рік).
Станом на 2013 рік, у країні 1,1 млн осіб не має доступу до електромереж; 98,6 % населення має доступ, в містах цей показник дорівнює 100 %, у сільській місцевості — 95 %. Рівень проникнення інтернет-технологій середній. Станом на липень 2015 року в країні налічувалось 36,07 млн унікальних інтернет-користувачів (26-те місце у світі), що становило 44,1 % загальної кількості населення країни.

### Трудові ресурси
Загальні трудові ресурси 2015 року становили 29,07 млн осіб (22-ге місце у світі). Зайнятість економічно активного населення в господарстві країни розподіляється таким чином: аграрне, лісове і рибне господарства — 16,3 %; промисловість і будівництво — 35,1 %; сфера послуг — 48,6 % (станом на 2013 рік). Безробіття 2014 року дорівнювало 10,5 % працездатного населення, 2013 року — 10,3 % (120-те місце у світі); серед молоді у віці 15―24 років ця частка становила 24,8 %, серед юнаків — 21 %, серед дівчат — 42,8 % (44-те місце у світі).

## Кримінал

#### Наркотики

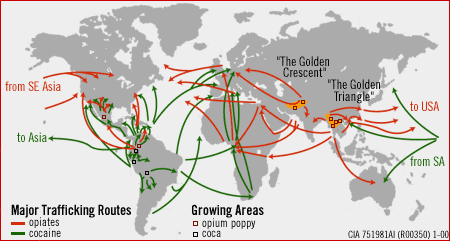
Світові маршрути наркотрафіку

Незважаючи на значні зусилля, кордон з Афганістаном залишається одним з основних маршрутів для перевалки південно-східноазійського героїну до Європи; один з найвищих рівнів опіатної наркоманії у світі, зростає проблема з синтетичними наркотиками; регулярно застосовується смертна кара за злочини, пов'язані з наркотиками. В Ірані відсутні закони по боротьбі з відмиванням грошей; досягнуто домовленості із сусідніми країнами, щодо обміну оперативною інформацією в сфері боротьби з обігом наркотиків.

### Торгівля людьми
Згідно зі щорічною доповіддю про торгівлю людьми (англ. Trafficking in Persons Report) Управління з моніторингу та боротьби з торгівлею людьми Державного департаменту США, уряд Ірану не докладає зусиль у боротьбі з явищем примусової праці, сексуальної експлуатації, незаконною торгівлею внутрішніми органами, законодавство не відповідає мінімальним вимогам американського закону 2000 року щодо захисту жертв (англ. Trafficking Victims Protection Act’s), країна перебуває у списку третього рівня.

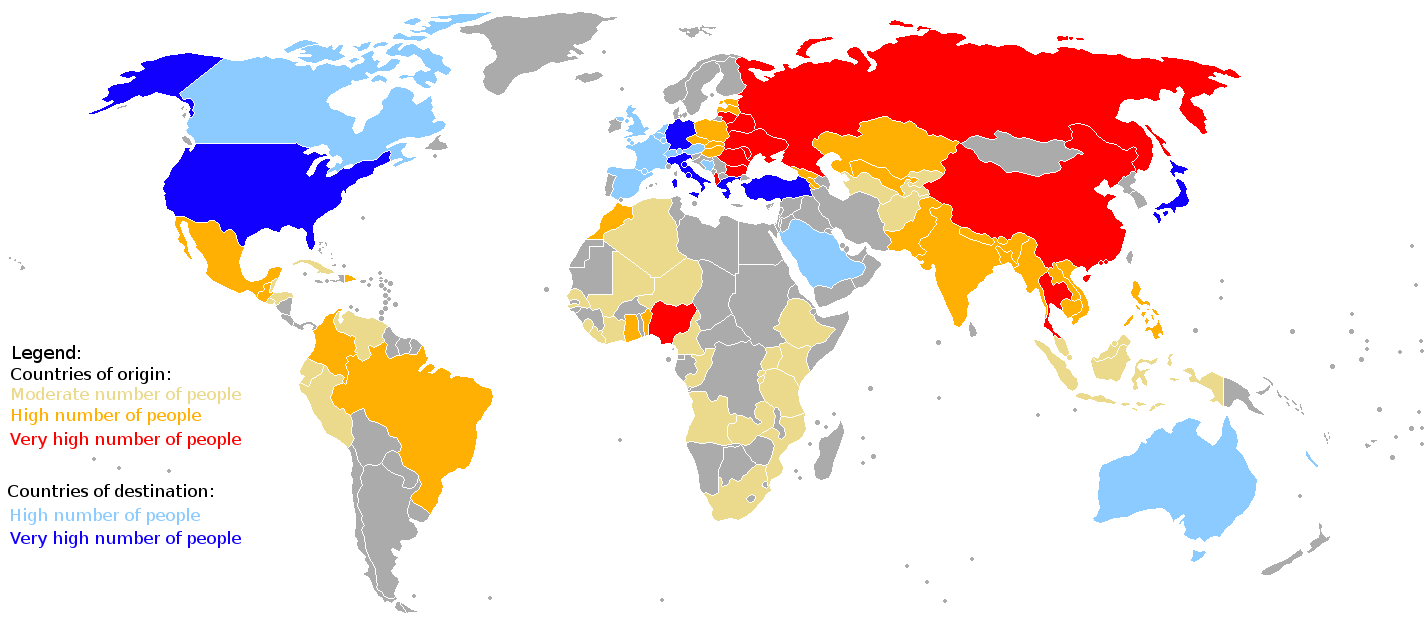
Країни-донори (червоний) і країни-реципієнти кримінальних потоків  (англ.)
Глобальна боротьба з торгівлею людьми (англ.)

## Гендерний стан
Статеве співвідношення (оцінка 2015 року):
- при народженні — 1,05 особи чоловічої статі на 1 особу жіночої;
- у віці до 14 років — 1,05 особи чоловічої статі на 1 особу жіночої;
- у віці 15―24 років — 1,06 особи чоловічої статі на 1 особу жіночої;
- у віці 25―54 років — 1,04 особи чоловічої статі на 1 особу жіночої;
- у віці 55―64 років — 0,97 особи чоловічої статі на 1 особу жіночої;
- у віці за 64 роки — 0,86 особи чоловічої статі на 1 особу жіночої;
- загалом — 1,03 особи чоловічої статі на 1 особу жіночої[1].

## Демографічні дослідження
Демографічні дослідження в країні ведуться рядом державних і наукових установ:

### Українською
- Атлас. 10—11 клас. Економічна і соціальна географія світу / упорядники :  О. Я. Скуратович, Н. І. Чанцева. — К. : ДНВП «Картографія», 2010. — ISBN 978-966-475-639-3.
- Атлас світу / голов. ред. І. С. Руденко ; зав. ред. В. В. Радченко ; відп. ред. О. В. Вакуленко. — К. : ДНВП «Картографія», 2005. — 336 с. — ISBN 9666315467.
- Безуглий В. В. Економічна і соціальна географія зарубіжних країн : Навчальний посібник. — К. : ВЦ «Академія», 2007. — 704 с. — ISBN 978-966-580-239-6.
- Безуглий В. В., Козинець С. В. Регіональна економічна і соціальна географія світу : Навчальний посібник. — видання 2-ге, доп., перероб. — К. : ВЦ «Академія», 2007. — 688 с. — ISBN 966-580-144-9.
- Головченко В. І., Кравчук О. Країнознавство: Азія, Африка, Латинська Америка, Австралія і Океанія. — К., 2006. — 335 с. — ISBN 966-8939-04-2.
- Гудзеляк І. І. Географія населення: Навчальний посібник / І. Гудзеляк. — Л. : Видавничий центр ЛНУ імені Івана Франка, 2008. — 232 с. — ISBN 978-966-613-599-8.
- Дахно І. І. Країни світу: Енциклопедичний довідник / І. І. Дахно, С. М. Тимофієв. — К. : Мапа, 2011. — 606 с. — (Бібліотека нового українця) — ISBN 978-966-8804-23-6.
- Дахно І. І. Економічна географія зарубіжних країн : навчальний посібник. — К. : Центр учбової літератури, 2014. — 319 с. — ISBN 978-611-01-0682-5.
- Джаман В. О. Регіональні системи розселення: демографічні аспекти. — Чернівці : Рута, 2003. — 392 с. — ISBN 9665685988.
- Дорошенко Л. С. Демографія: Навчальний посібник. — К. : МАУП, 2005. — 112 с. — ISBN 966-608-442-2.
- Дубович І. А. Країнознавчий словник-довідник. — 5-те вид., перероб. і доп. — К. : Знання, 2008. — 839 с. — ISBN 978-966-346-330-8.
- Економічна і соціальна географія країн світу. Навчальний посібник / За ред. Кузика С. П. — Л. : Світ, 2002. — 672 с. — ISBN 966-603-178-7.
- Загальна медична географія світу / В. О. Шевченко [та ін.] — К. : [б.в.], 1998. — 178 с.
- Ігнатьєв П. М. Країнознавство: Країни Азії. — Ч. : Книги-XXI, 2004. — 383 с. — ISBN 966-8029-53-4.
- Книш М. М., Мамчур О. І. Регіональна економічна і соціальна географія світу (Латинська Америка та Карибські країни, Африка, Азія, Океанія) : навч. посіб. — Л. : ЛНУ ім. Івана Франка, 2013. — 368 с. — ISBN 978-617-10-0007-0.
- Крисаченко В. С. Динаміка населення: Популяційні, етнічні та глобальні виміри. — К. : Видавництво Національного інституту стратегічних досліджень, 2005. — 368 с. — ISBN 966-554-083-1.
- Любіцева О. О., Мезенцев К. В., Павлов С. В. Географія релігій. — К. : АртЕК, 1999. — 504 с. — ISBN 966-505-006-0.
- Масляк П. О. Країнознавство. — К. : Знання, 2007. — 292 с. — (Вища освіта XXI століття)
- Масляк П. О., Дахно І. І. Економічна і соціальна географія світу / П. О. Масляк, І. І. Дахно ; за ред. П. О. Масляка. — К. : Вежа, 2003. — 280 с. — ISBN 966-7091-53-8.

### Російською
- (рос.) Иран // Демографический энциклопедический словарь / главн. ред. Валентей Д. И. — М. : Советская энциклопедия, 1985. — 608 с.
- (рос.) Иран // Страны и народы. Зарубежная Азия. Общий обзор. Юго-Западная Азия / Редкол. : Н. И. Прошин (отв. ред.), И. А. Дементьев и др. — М. : «Мысль», 1979. — 381 с. — (Страны и народы) — 180 тис. прим.
- (рос.) Атлас народов мира / Отв. ред. С. И. Брук и В. С. Апенченко. — М. : ГУГК ГГК СССР и Институт этнографии им. Н. Н. Миклухо-Маклая АН СССР, 1964. — 185 с. — 20 тис. прим.
- (рос.) Численность и расселение народов мира. Этнографические очерки / под ред. С. И. Брука. — М. : Издательство АН СССР, 1962. — 487 с.
- (рос.) Лаппо Г. М. География городов: Учебное пособие для географических факультетов вузов. — М. : Туманит, изд. центр ВЛАДОС, 1997. — 476 с. — ISBN 5-691-00047-0.
- (рос.) Ягельский А. География населения. — М. : Прогресс, 1980. — 383 с.